# وین (ویرجینیا)
وین، ویرجینیا (به انگلیسی: Vienna) یک شهرک در ایالات متحده آمریکا است که در شهرستان فرفکس، ویرجینیا واقع شده‌است.

## خصوصیات
وین ۱۱٫۵ کیلومترمربع مساحت و ۱۵٬۶۸۷ نفر جمعیت دارد و ۱۰۹ متر بالاتر از سطح دریا واقع شده‌است.